# La Cordelière
La Cordelière — ou Marie-la-Cordelière — est un navire breton, construit à partir de 1487, sous ordre du duc François II de Bretagne, dans le contexte de la guerre contre la France. Sa fille, Anne de Bretagne, en fut la marraine. C'est le Navire amiral de la flotte bretonne. Il tire son nom de l’ordre de chevalerie de la Cordelière. Pendant sa construction on lui a successivement attribué les noms de La Nef de Morlaix, La Mareschalle, La Nef de la Royn, mais Anne de Bretagne lui donne son nom définitif. Elle coule en 1512, au large de Brest, lors d'un affrontement naval avec les Anglais.

## Caractéristiques
La Cordelière était une caraque armée de 200 canons, dont seize de gros calibre et quatorze bombardes à roues crachant des pierres de 100 à 150 livres Elle pouvait compter jusqu'à plus 1000 hommes d'équipage.

## Histoire

### Construction
Le navire est construit aux chantiers naval de Le Dourduff-en-Mer par Nicolas Coetanlem. Lancé le 30 juin 1498 sous le nom de "La Mareschalle", il est payé 22512 livres par Anne de Bretagne. Dévote à Saint-François d’Assise, Anne, devenue reine de France, crée l'Ordre de la Cordelière et rebaptise la nef "Marie-la-Cordelière".

### Événements notoires

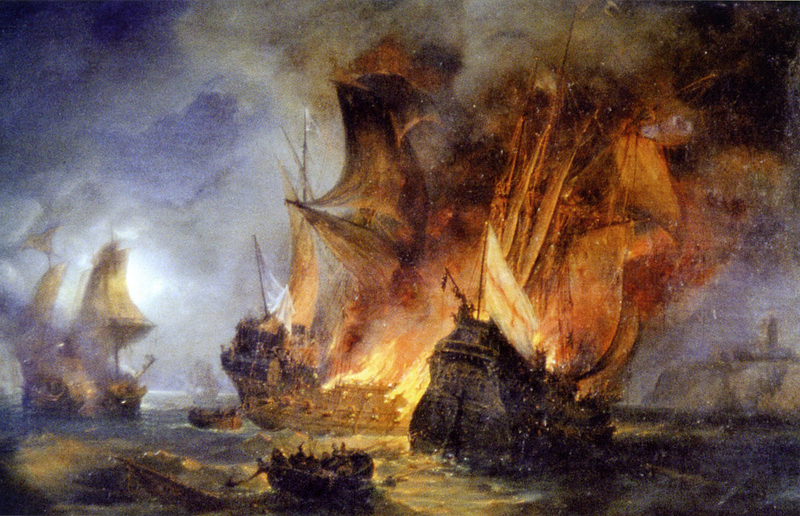
Le combat de la Cordelière par Pierre-Julien Gilbert.

Lorsque Charles VIII a besoin d’aide pour conduire, en 1496, la première guerre d'Italie, Anne lui prêta l’escadre de Bretagne. Elle renouvelle ce prêt à son second mari, Louis XII. C'est ainsi que la flotte bretonne participe, avec à sa tête Marie-la-Cordelière commandé par Jacques Guibé, à la campagne de Mytilène face aux Turcs en 1501. La Cordelière revient à Brest de cette campagne au Levant avec des dégâts nécessitant des réparations dont la mise en place de cinq mâts neufs.
En 1505, au cours de son Tro Breiz, Anne de Bretagne fit de longues visites à bord de sa nef. Elle nomme Hervé de Portzmoguer chef de l’escadre bretonne et donc capitaine de La Cordelière.
En cette période, la flotte anglaise effectuait régulièrement des descentes meurtrières sur les côtes bretonnes.
Le 10 août 1512, lors de la fête de Saint-Laurent, une réception est organisée sur la Marie-Cordelière alors que les Anglais commandés par l'amiral Sir Edward Howard s'apprêtent à débarquer à la pointe Saint-Mathieu à la sortie de la rade de Brest, après avoir ravagé la presqu'île de Crozon. Hervé de Portzmoguer en est averti et lève l'ancre vers l'ennemi, amenant à son bord les invités de la réception.
À la sortie du goulet de Brest, La Cordelière se retrouve seule, les autres bateaux bretons ayant rebroussé chemin, face à l'escadre anglaise dont font partie le Regent, commandé par Thomas Knyvett (en), le Sovereign et la Mary James. Portzmoguer parvient à démâter le Sovereign et la Mary James est mise hors d'état de nuire. L'engagement est d'une grande violence, la Cordelière est accrochée par les grappins du vaisseau anglais Regent et l'abordage est féroce, avec un corps à corps particulièrement meurtrier. Lors de l’abordage, les deux navires sont cruellement abîmés, et sombrent au large du Conquet. Portzmoguer prépare son équipage et ses invités à mourir par cette phrase « Nous allons fêter saint Laurent qui périt par le feu ! ». Les deux navires coulèrent emportant avec eux plus de deux mille âmes, dont celles de Portzmoguer et de Knyvett.

## Recherches de l'épave

### Première tentative (1996 - 2001)
La possibilité de rechercher l'épave de la Cordelière, et indirectement celle du Regent, germe en 1994 lors d'une rencontre entre Jean-Noël Turcat, Max Guérout et Jean-Yves Cozan, vice-président du conseil général du Finistère.
L'objectif de recherche est d'avoir une « étude historique des flottes armées pendant la guerre franco-anglaise de 1512-1514, mais aussi de saisir l'opportunité qui est donnée de trouver deux épaves contemporaines pour comparer navires français et anglais à une époque particulièrement intéressante ». Malgré un important travail de collecte de sources historiques et de données techniques, la zone de recherche est vaste car les informations recueillies sont peu précises. Elle s'étend sur environ 11 km par 6 km : d'est en ouest, de l'entrée du goulet de Brest à la pointe Saint-Mathieu et, du nord au sud, de la baie de Bertheaume à celle de Camaret. Dans un premier temps, l'utilisation du magnétomètre est privilégiée car il est plus adapté à la recherche d'une épave ancienne et à la nature des fonds de l'avant goulet.
Cinq campagnes, menées par le Groupe de recherche d'archéologie navale (GRAN) sous la responsabilité de Max Guérout, sont effectuées entre 1996 et 2001 dans un espace riche en objets ferreux et fortement perturbé par des champs magnétiques :
- en 1996, prospection magnétométrique dans une zone de presque 1 000 ha entre la pointe Saint-Mathieu et la baie de Bertheaume[6].
- du 15 juillet au 15 août 1997, prospection magnétométrique dans une zone de 1 500 ha entre la baie de Bertheaume et la pointe du Toulinguet. Une épave inconnue, datée probablement du XIXe siècle, est détectée[7].
- en 1999, prospection magnétométrique dans une zone contiguë au sud du goulet et au nord du port de Camaret-sur-Mer. Les recherches sont compliquées par un sillon maritime, d'une profondeur de 30 m à 40 m, à l'entrée du goulet[8].
- du 29 avril au 1er mai 2000, campagne de plongée puis du 23 juillet au 5 août 2000, prospection par magnétomètre et sonar latéral dans une zone au sud de la pointe de Créac'h Meur, une autre au sud de la baie de Bertheaume et dans le sillon marin[9].
- en 3 juillet au 18 juillet 2001, prospection dans une zone de 953 ha. Deux épaves inconnues sont localisées : l'épave CA, au sud de la baie de Berthaume, et l'épave CE, datées sans doute du XIXe siècle[10].

Cette première tentative, bien qu'infructueuse, valide la méthode de recherche (trois nouvelles épaves trouvées) mais aussi l'hypothèse que La Cordelière et le Regent étaient probablement enfouis dans le sédiment, potentiellement dans une zone au sud de la baie de Bertheaume. Les sources utilisées pour ces recherches forment en outre une base importante pour les campagnes futures.
Au total, cette série de recherches a cumulé 106 jours de prospection et repéré plus de 2 000 anomalies.

### Seconde tentative (2018 - 2019)
À la faveur d'outils de plus en plus performants et du développement des compétences en archéologie maritime, une campagne de recherches est relancée. Menée par le Département des recherches archéologiques subaquatiques et sous-marines (DRASSM), la démarche se veut pluridisciplinaire et associe le laboratoire TEMOS de l'Université de Bretagne-Sud, l'IFREMER, l'ENSTA Bretagne, le LIRMM de Montpellier, le SHOM et des entreprises privées, avec le soutien de la région Bretagne dans le cadre du projet NEPTUNE (Nouvelle exploration patrimoniale triennale des univers nautiques engloutis). De nouvelles recherches documentaires, par exemple dans les registres paroissiaux français et les archives britanniques, sont effectuées à partir d'octobre 2017 pour compléter les sources existantes, elles-mêmes entièrement reprises pour être vérifiées. Des éléments inédits, notamment le calcul des courants marins qui tient compte du passage du calendrier julien au calendrier grégorien en 1582, viennent redéfinir la zone de recherche. Celle-ci s'étend sur 25 km2 entre le goulet de Brest et la pointe Saint-Mathieu,.
Dirigée par l'archéologue Michel L'Hour et Olivia Hulot, la première campagne se déroule du 25 juin au 13 juillet 2018 sur 6 km2. En mer, elle s'effectue depuis l'André Malraux, le navire de recherches archéologiques subaquatiques et sous-marines du DRASSM. Les zones qu'il ne peut atteindre sont scannées par le Boatbot, le bateau autonome « archéo-robotique » de l'ENSTA Bretagne, jusqu'à 3 m d'épaisseur de sédiment. Une dizaine d'ancres sont découvertes ainsi qu'une épave, baptisée Sud-Minou 1, au large du phare du même nom. Repérée en 1975 par le SHOM sans « suscite[r] d'intérêt », cette épave n'est pas celle des bateaux recherchés mais pourrait être celle d'un des navires de ravitaillement qui accompagnaient le Regent ou plus simplement celle d'un navire marchand du XVe ou XVIe siècle. L'origine du fragment de poterie retrouvée sur l'épave n'a pas encore été identifiée.
Une deuxième campagne, menée dans des conditions analogues, a lieu du 6 au 13 puis du 24 au 28 juin 2019. Une épave d'un bateau du XVIIIe ou XIXe siècle est localisée au sud de l'épave Sud-Minou 1.
La troisième campagne, initialement prévue à l'été 2020, est reportée à cause de la pandémie de Covid-19 et des incertitudes sanitaires.

## Hommages
Plusieurs villes de France ont nommé des voies en hommage à la Cordelière :
- Rue de la Cordelière à Rennes[24]
- Rue de la Belle Cordelière à Brest[25]
- Rue de la Cordelière à Morlaix

Le combat de la Cordelière a également inspiré une chanson à Anne Bernet en 1989 intitulée La Marie Cordelière.